# توم بايلس
توم بايلس (بالإنجليزية: Tom Baylis)‏ هو دراج بريطاني، ولد في 3 يناير 1996 في Misterton, Somerset ‏ في المملكة المتحدة.

## وصلات خارجية
- توم بايلس على موقع إحصائيات الدراجات الإحترافية (الإنجليزية)
- توم بايلس على موقع نسبة الدراجات (الإنجليزية)